# Kyle Foster
Kyle Foster (Hampton, 11 marzo 1998) è un cestista statunitense.

## Carriera
Dopo aver trascorso la carriera universitaria con gli Howard Bison, il 20 luglio 2022 firma il primo contratto professionistico con il Roanne. Il 9 giugno 2023 si trasferisce all'EWE Oldenburg, con cui si lega con un biennale.